# Liste der Biografien/Gerk
Liste der Biografien |
Portal Biografien |
Personensuche
# |
A |
B |
C |
D |
E |
F |
G |
H |
I |
J |
K |
L |
M |
N |
O |
P |
Q |
R |
S |
T |
U |
V |
W |
X |
Y |
Z |
?
 
Ga |
Gb |
Gc |
Gd |
Ge |
Gf |
Gh |
Gi |
Gj |
Gk |
Gl |
Gm |
Gn |
Go |
Gp |
Gq |
Gr |
Gs |
Gu |
Gv |
Gw |
Gy |
Gz
 
Gea |
Geb |
Gec |
Ged |
Gee |
Gef |
Geg |
Geh |
Gei |
Gej |
Gek |
Gel |
Gem |
Gen |
Geo |
Gep |
Ger |
Ges |
Get |
Geu |
Gev |
Gew |
Gex |
Gey |
Gez
 
Gera |
Gerb |
Gerc |
Gerd |
Gere |
Gerf |
Gerg |
Gerh |
Geri |
Gerk |
Gerl |
Germ |
Gern |
Gero |
Gerp |
Gerr |
Gers |
Gert |
Geru |
Gerv |
Gerw |
Gery |
Gerz
Die Liste der Biografien führt alle Personen auf, die in der deutschsprachigen Wikipedia einen Artikel haben. Dieses ist eine Teilliste mit 44 Einträgen von Personen, deren Namen mit den Buchstaben „Gerk“ beginnt.

## Gerk
- Gerk, Willi (* 1990), deutscher Schauspieler

### Gerka
- Gerkan, Armin von (1884–1969), deutscher Archäologe und Bauforscher
- Gerkan, Florence von (* 1960), deutsche, international tätige Kostümbildnerin und Professorin an der Universität der Künste in Berlin
- Gerkan, Jutta (* 1965), deutsche Politikerin (Bündnis 90/Die Grünen), MdL
- Gerkan, Manon von (* 1972), deutsches Model, Schauspielerin und Schmuckdesignerin
- Gerkan, Meinhard von (1935–2022), deutscher Architekt und Hochschullehrer

### Gerke
- Gerke, Antonia (* 1974), deutsche Schauspielerin und Malerin
- Gerke, Christoph (1628–1714), Braunschweiger Bürgermeister und Chronist
- Gerke, David (* 1985), Schweizer Politiker (Grüne)
- Gerke, Ernst (1909–1982), deutscher Jurist, Gestapo-Mitarbeiter und SS-Führer
- Gerke, Ernst-Otto (1927–2008), deutscher Germanist
- Gerke, Friedrich (1900–1966), deutscher Christlicher Archäologe und Kunsthistoriker
- Gerke, Friedrich Clemens (1801–1888), deutscher Schriftsteller, Journalist, Musiker und Pionier der Telegrafie
- Gerke, Hans (1895–1968), deutsch-tschechischer Autor, tschechoslowakischer Diplomat
- Gerke, Hans (1915–1998), deutscher Heimatforscher
- Gerke, Josef (1909–1977), deutscher Mediziner
- Gerke, Karl (1904–2002), deutscher Geodät
- Gerke, Michael, deutscher Behindertensportler
- Gerke, Oliver (* 1973), deutscher Künstler, Comiczeichner und Autor
- Gerke, Rudolf (1848–1912), deutscher Geodät, Hochschullehrer und Baubeamter
- Gerke, Wilfried (* 1944), deutscher Autor
- Gerke, Wolfgang (* 1944), deutscher Ökonom, Professor für Bank- und Börsenwesen
- Gerken, Alexander (1929–2021), deutscher Franziskaner und Theologe
- Gerken, Alice (* 1964), deutsche Politikerin
- Gerken, Benedikt (* 2001), deutscher Volleyballspieler
- Gerken, Bernd (* 1949), deutscher Ökologe und Naturschützer
- Gerken, Birthe (* 1981), deutsche Schauspielerin
- Gerken, Guido (* 1952), deutscher Gastroenterologe und Hepatologe
- Gerken, Hannes (* 1998), deutscher Volleyballspieler
- Gerken, Heather (* 1969), US-amerikanische Rechtswissenschafterin und Hochschullehrerin
- Gerken, Hermann (1931–2024), deutscher Kommunalpolitiker (FDP)Hermann Gerken (1931–2024)

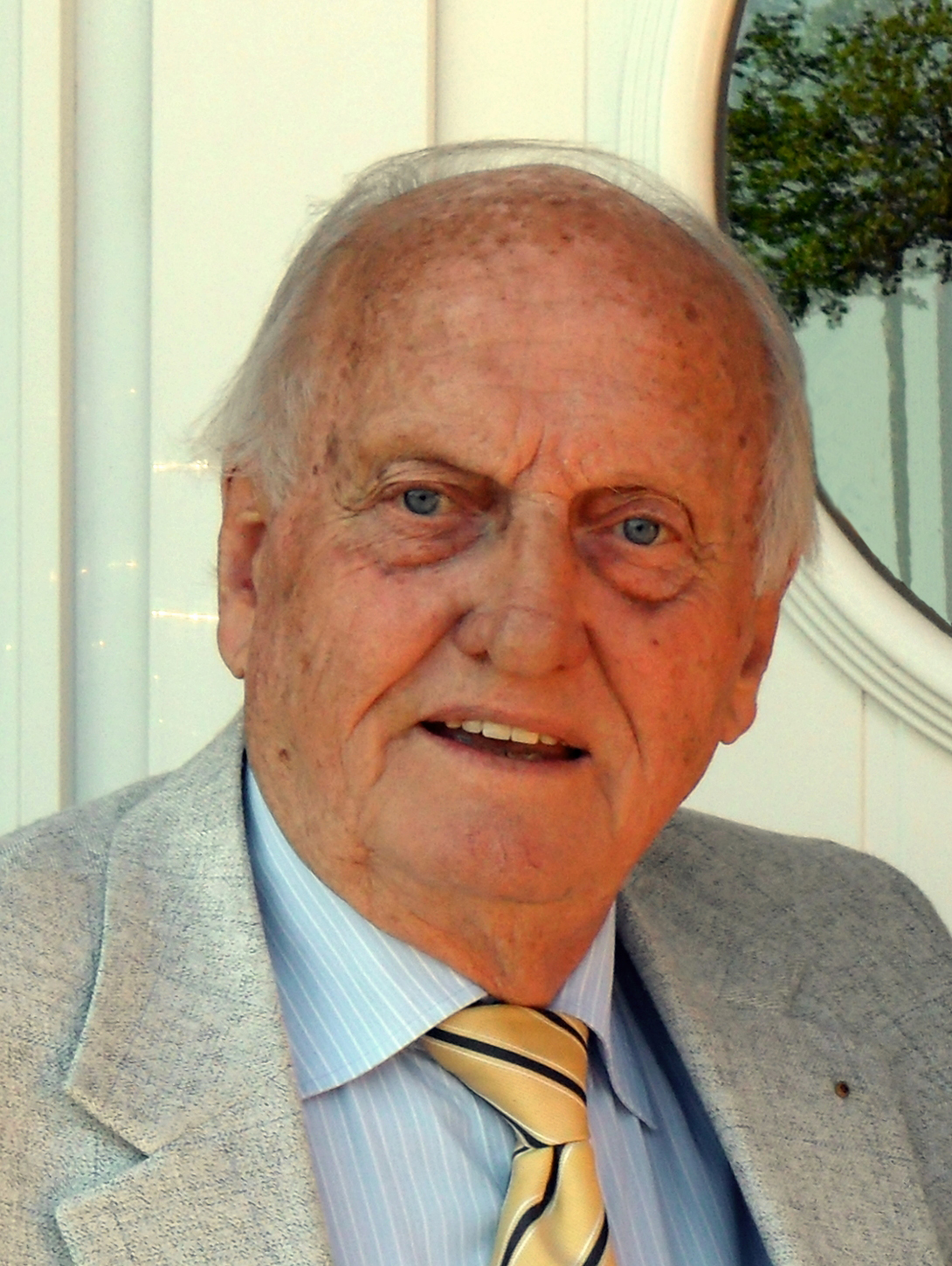
Hermann Gerken (1931–2024)

- Gerken, Lüder (* 1958), deutscher Ökonom und Politologe
- Gerken, Richard (1900–1975), deutscher Geheimdienstmitarbeiter und Geheimdienstschriftsteller
- Gerken, Rolf, deutscher Basketballspieler
- Gerken, Rudolph Aloysius (1887–1943), US-amerikanischer Geistlicher, Erzbischof von Santa Fe
- Gerken, Sandra (* 1980), deutsche politische Beamtin
- Gerkens, Gerhard (1937–1999), deutscher Kunsthistoriker
- Gerkens, Jacob (1830–1876), deutscher Milchhändler und Politiker, MdHB
- Gerkens, Janina (* 1975), deutsche Filmeditorin
- Gerkens, Theodor (1924–2013), deutscher Maler und Grafiker

### Gerkr
- Gerkrath, Albrecht (1872–1909), deutscher Manager
- Gerkrath, Franz (1835–1901), deutscher Versicherungsfachmann
- Gerkrath, Jörg (* 1964), deutscher Rechtswissenschaftler
- Gerkrath, Ludwig (1832–1864), deutscher Philosoph